# Güterverteilungszentrum
Innerhalb eines Güterverteilungszentrums (auch Güterverteilzentrum oder zentraler Umschlagplatz) werden Güternah- und Fernverkehr einer oder mehrerer Speditionen miteinander verknüpft. Güter werden nach ihren Bestimmungsorten sortiert und Fahrten miteinander koordiniert.

## Abgrenzungsproblematik
Der Begriff wird häufig synonym oder nur in unscharfer Abgrenzung vom Begriff Güterverkehrszentrum benutzt, deren Schwerpunkt auf der intermodalen Verknüpfung unterschiedlicher Verkehrsträger liegt, während Güterverteilungszentren auf die Verbindung von Nah- und Fernverkehr spezialisiert sind. Allerdings gilt diese Abgrenzung nicht absolut: Auch in Güterverkehrszentren wird Nah- und Fernverkehr verknüpft; umgekehrt werden auch in Güterverteilungszentren häufig verschiedene Verkehrsträger verbunden.
Als Versandzentrum bezeichnet man demgegenüber in der Regel solche Logistikeinrichtungen, die den Versand bis zum Kunden („letzte Meile“) vorbereiten.

## Abläufe in Güterverteilungszentren
In Güterverteilungszentren werden Güter, die sowohl in Sammelverkehren im Nahverkehr bei Kunden aufgenommen wurden als auch von eigenen Speditionsfilialen und -partnern im Fernverkehr entgegengenommen werden, nach ihren Zielrelationen neu verteilt. Eine Relation stellt ein bestimmtes Gebiet dar, das sowohl eine Grobrelation (z. B. nach Filialen) oder eine Feinrelation (z. B. nach LKW-Touren) enthalten kann. Beispielsweise erhält Berlin als Grobrelation die 1 und für eine Tour innerhalb von Berlin-Spandau die Tournummer 32, damit ergibt sich die Zielrelation 132. Relationen sind unternehmensspezifisch, in nahezu allen Fällen jedoch gilt: Relationen beziehen sich auf Postleitzahlen und geben eine Tournummer wieder. Partnerspeditionen erhalten meist ebenfalls eine eigene Relation, also eine eigene Tournummer.
Der Hauptwarenumschlag findet in der Regel zwischen 18 Uhr bis 6 Uhr statt und geht in folgender Reihenfolge vonstatten: Zunächst werden die Waren entladen und anhand der von dem Disponenten ausgegebenen Relation auf die dafür vorgesehenen Stellplätze (häufig von Linien umgrenzt und mit der entsprechenden Relation beschriftet) abgestellt. Im weiteren Verlauf der Nacht werden die Fahrzeuge entsprechend den Relationen neu beladen. Hierbei ergeben sich aus der Relation die weiteren Versandmöglichkeiten: 
1. Der Empfänger befindet sich im Einzugsgebiet der Spedition, die Sendung wird im Nahverkehr zugestellt.
2. Die Sendung wird an eine Filiale oder an ein weiteres Güterverteilungszentrum im Fernverkehr weitergeleitet.
3. Die Sendung wird über eine Partnerspedition verladen.

Nicht alle Relationen können täglich bedient werden. Daher ist ein Güterverteilungszentrum auch stets als Zwischenlager für den Zeitraum von bis zu einer Woche anzusehen. Teilweise werden von Kunden auch fixe Anliefertermine vorgegeben, die ebenfalls eine kurze Lagerung erforderlich machen können. Dies gilt insbesondere bei Just-in-time-Verkehren. Gebühren fallen für Kunden für diese Dienstleistung nur in seltenen Fällen an. Die Zustellung der Sendung an den Kunden wird fachlich Ausrollung genannt. Analog dazu bezeichnen einige Speditionen die Abholung von Sendungen beim Kunden als Einrollung.
Auf Wunsch des Kunden besteht in den meisten Fällen gegen Lagergebühren auch die Möglichkeit, Sendungen in einem an das Güterverteilungszentrum angeschlossenen Lager über einen längeren Zeitraum einzulagern.